# ألف ويتنغهام
ألف ويتنغهام (بالإنجليزية: Alf Whittingham)‏ (19 يونيو 1914 في المملكة المتحدة - 1993) هو لاعب كرة قدم بريطاني (وحمل سابقاً جنسية المملكة المتحدة لبريطانيا العظمى وأيرلندا) في مركز الهجوم. لعب مع برادفورد سيتي وهدرسفيلد تاون ونادي هاليفاكس تاون.